# Francesca Reale
Francesca Luisa Reale (Los Angeles, 23 de agosto de 1994) é uma atriz norte-americana, conhecida pela aparição na série Stranger Things.